# SMS V 141
V 141 – niemiecki niszczyciel z okresu I wojny światowej. Ósma jednostka typu V 125. Okręt wyposażony w trzy kotły parowe opalane ropą. Zapas paliwa 298 ton. Okrętu nie zdążono ukończyć przed zakończeniem wojny. 27 października 1921 roku okręt sprzedano, a następnie pocięto na złom bezpośrednio na pochylni na której był budowany.